# Gárdos Sándor (újságíró)
Gárdos Sándor, született Groszmann Sándor (Sátoraljaújhely, 1892. szeptember 8. – Szeged, 1947. május 11.) magyar író, újságíró.

## Életútja
Groszmann Mór és Weinberger Etelka fia. Szülővárosában érettségizett (1912), két jogi alapvizsgát Budapesten tett. Már Sátoraljaújhelyen Tentamen címen diáklapot szerkesztett. 1913-tól hírlapíró, a budapesti Magyar Hírlap munkatársa. 1917. szeptember 3-án Budapesten, a Terézvárosban házasságot kötött Kurdi Flórián és Németh Terézia lányával, Irénnel. Tartalékos tisztként részt vett az I. világháború olaszországi ütközeteiben, majd a Vörös Hadseregben viselt szerepe miatt emigrációba kényszerült.
Előbb Ungváron szerkesztett lapot; 1923-ban települt le Romániában. Szatmári, máramarosszigeti újságokat szerkesztett, az Aradi Közlöny riportere, közírója, novellistája, a Temesvári Hírlap szerkesztője. Az 1930-as évek közepétől a Brassói Lapok szerkesztőségében dolgozott, ironikus vasárnapi „színes” esszéi a demokratikus közvéleményt fejlesztették. A Brassói Lapok beszüntetése (1940) után Budapesten vett részt az ellenállási mozgalomban, 1945-től haláláig a Délmagyarország c. napilap főszerkesztője Szegeden.

## Kötete
- Makulatúra (szatírák, humoreszkek, poémák, Máramarossziget, 1925).